# Varanus giganteus
Il varano gigante (Varanus giganteus Gray, 1845), noto anche con il suo nome aborigeno di Perentie, è il varano più grande dell'Australia, nonché la quarta specie di lucertola più grande del mondo, dopo il drago di Komodo, il varano coccodrillo e il varano fasciato. Prediligendo le zone ovest della Grande Catena Divisoria, è un animale piuttosto difficile da individuare a causa della sua natura timida e riservata, e all'impervietà dell'ambiente in cui vive.
Il ruolo che tale specie occupa all'interno della cultura aborigena è molto importante, dal punto di vista mitologico-totemico. Nell'arte aborigena vi sono numerose pitture rupestri che raffigurano questa specie, che inoltre compare come protagonista di molti racconti, come «Il goanna vuole la pioggia» e «Come il perentie e il goanna ebbero i loro colori». La sua carne, inoltre, era uno dei cibi prediletti dalle tribù del deserto, mentre il suo grasso veniva impiegato per scopi medici e cerimoniali.

## Descrizione
Il varano gigante è caratterizzato da un disegno reticolare nero, che spicca sulla tinta avorio del collo e della gola. Può raggiungere i 2,5 m di lunghezza, sebbene generalmente non superi gli 1,75–2 m, e i 15 kg di peso; varani eccezionalmente grandi possono pesare più di 20 kg. Le sue dimensioni si avvicinano molto a quelle del varano di Salvadori, la terza lucertola più grande del mondo. Quest'ultimo è più lungo (supera spesso i 2,4 m di lunghezza), ma il varano gigante è più pesante ed ha una costituzione più tozza. Tuttavia, i varani giganti sono lucertole relativamente esili se paragonati al varano di Komodo o al varano fasciato.

### Veleno

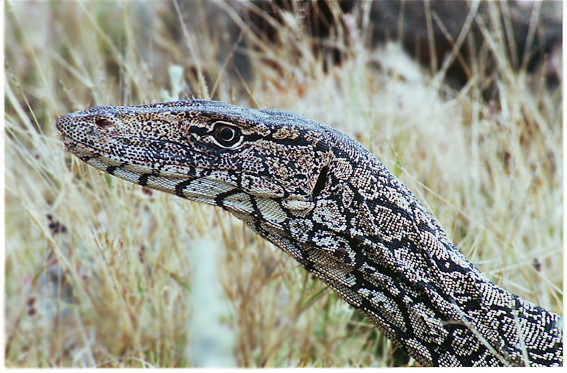
Dettaglio della testa di perentie, a Carnarvon, Australia occidentale

Alla fine del 2005 alcuni ricercatori dell'Università di Melbourne scoprirono che il varano gigante, così come altri varani e lucertole, possono essere velenosi. In passato era stato ipotizzato che i morsi inflitti da tali lucertole causassero infezioni dovute ai numerosi batteri presenti nelle loro bocche, ma questi ricercatori hanno dimostrato che gli effetti immediati sono causati da un lieve avvelenamento. Essi hanno osservato attentamente le dita di persone morse da varani vari (V. varius), draghi di Komodo (V. komodoensis) e varani arboricoli maculati (V. scalaris), rendendosi conto che l'effetto di tali morsi era simile in tutti i casi osservati: rapido gonfiore entro pochi minuti, interruzione localizzata della coagulazione del sangue e dolore lancinante esteso fino al gomito che può protrarsi per alcune ore.
Altri scienziati hanno affermato che l'ipotesi delle ghiandole velenifere "... hanno fatto sottovalutare la complessità dei ruoli svolti dalle secrezioni orali dei rettili, fornendo una visione molto ristretta di queste secrezioni e portando a un'interpretazione errata dell'evoluzione dei rettili"," ... le secrezioni orali dei rettili giocano diversi ruoli biologici oltre a sottomettere rapidamente la preda", e "indicare ogni animale all'interno di questo clade come velenoso implicherebbe un potenziale pericolo complessivo che in realtà non esiste, fuorviando nella valutazione dei rischi medici e confondendo la valutazione biologica dei sistemi biochimici degli squamati".
Secondo il folclore australiano il varano gigante è immune ai morsi dei serpenti velenosi, ma tale diceria non è mai stata testata in laboratorio.

## Distribuzione e habitat
Il varano gigante occupa una vasta regione dell'Australia a ovest della Grande Catena Divisoria, nelle zone aride del continente, ma viene avvistato solo di rado a causa della sua natura timida e per il fatto che gran parte del suo areale è completamente disabitata. Predilige le regioni rocciose, con suolo solido e ciottoli sparsi.

## Biologia

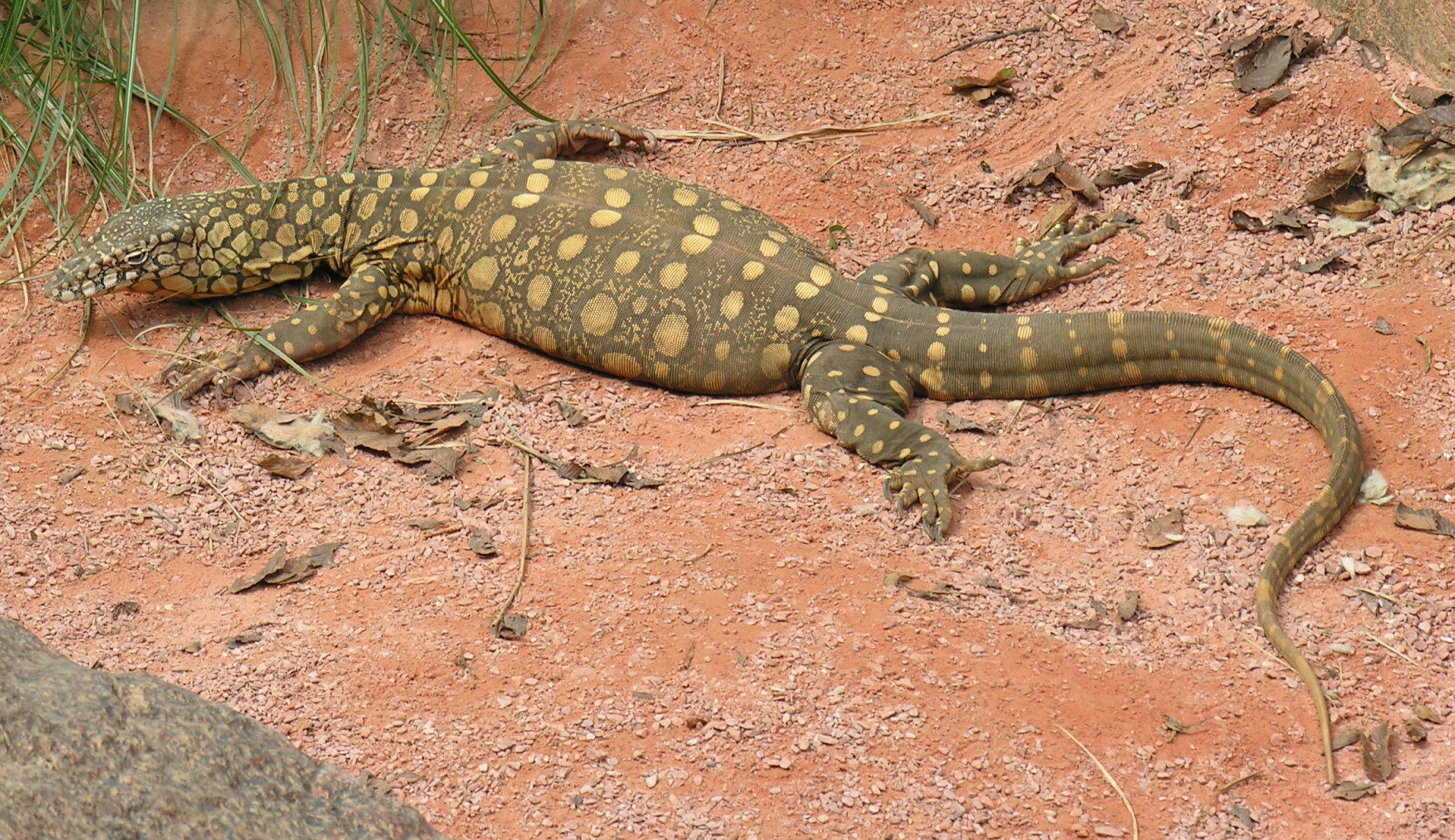
Un perentie, allo Zoo di Dallas, Texas

Generalmente il varano gigante evita il contatto con l'uomo e fugge al riparo prima ancora di essere scorto. Essendo abili scavatori, sono in grado di scavarsi una buca per ripararsi in pochi minuti. I loro lunghi artigli consentono loro anche di arrampicarsi facilmente sugli alberi. Spesso rimangono ritti sulle zampe posteriori per osservare meglio il terreno circostante. Questa posa, nota come «posizione del treppiedi», è abbastanza comune tra le specie di varano. I varani giganti sono molto veloci e, oltre che a quattro zampe, sono in grado di correre stando ritti sulle zampe posteriori.
Come la maggior parte dei varani, il varano gigante se si sente minacciato si blocca, rimanendo disteso a terra immobile finché il pericolo non sarà passato, oppure correrà in a gran velocità e verrà localizzato. Se messo alle strette, questo potente carnivoro reagirà all'aggressione usando il suo arsenale di artigli, denti e coda a frusta per difendersi. Per intimidire l'avversario gonfierà la gola e sibilerà furiosamente, arrivando a colpire l'aggressore con la lunga coda muscolosa. Se l'intimidazione non avrà successo, l'animale si fionderà a fauci aperte contro l'avversario per attaccarlo o come avvertimento. Il morso del varano gigante non è solo doloroso a causa dei denti dell'animale, ma può causare anche infezioni dovute alle secrezioni orali dalle fauci.

### Alimentazione
Come carnivoro, il varano gigante si nutre di un'ampia varietà di prede. Solitamente, questi animali cacciano attivamente le loro prede vagabondando nel loro territorio, ma talvolta tendono imboscate a piccoli animali. A seconda delle loro dimensioni, cacciano insetti, lucertole, pesci, uccelli, piccoli animali come ratti e conigli, e carogne. Gli individui più grandi cacciano anche animali di grossa taglia, come piccoli canguri, vombati. Vi sono stati anche casi di aggressioni ad animali domestici. I varani giganti attaccano utilizzando le forti mascelle, gli artigli e la lunga e potente coda come una frusta; una volta che hanno agguantato la preda con le loro fauci, la scuotono a morte per poi inghiottirla intera. Il cannibalismo tra i varani giganti è stato confermato; le feci degli esemplari selvatici contengono spesso denti, artigli e altre prove del loro cannibalismo.